# Gunnar Ollén
Gunnar Ollén, född 22 november 1913 i Danderyds församling, Stockholms län, död 14 juli 2014 i Hyllie församling, Skåne län, var en svensk litteraturhistoriker, radio- och tv-chef och bordtennisspelare.

## Bakgrund och akademisk karriär
Efter studentexamen i Stockholm 1931 blev Ollén fil. mag. i litteraturhistoria, nordiska språk och tyska 1936 samt fil. lic. 1940, allt vid Stockholms högskola. År 1941 disputerade han i litteraturhistoria vid samma lärosäte med en avhandling om August Strindbergs 1900-talslyrik. Ollén var docent i litteraturhistoria vid Stockholms högskola 1942–50. Han tilldelades professors namn 1989.
År 1941 anställdes han på Radiotjänst, föregångaren till Sveriges Radio, av Hjalmar Gullberg. Mellan åren 1950 och 1979 var Ollén chef för Sveriges Radio i södra Sverige, vilket sedan 1958 även innefattade det då nya mediet televisionen. Han var pionjär inom televisionen på 1950-talet och stod bakom några av Sveriges första tv-sändningar. Under sin tid som chef utvecklades Malmöstationen till landets mest produktiva utanför Stockholm. Ollén var även ansvarig för bygget av radiohuset på Baltzarsgatan – det första i landet specialbyggt för radio och tv – och det stora tv- och radiohuset i Jägersro.
Vid Strindbergssällskapets grundande 1945 utsågs Ollén till dess förste ordförande. Han var knuten till det så kallade Strindbergsprojektet, vars huvudsakliga syfte var att ge ut den så kallade Nationalupplagan av August Strindbergs samlade verk.
Ollén mottog 1992 Schückska priset från Svenska Akademien, och 1996 Malmö stads kulturpris för sina insatser för skånskt och svenskt kulturliv.

## Idrottskarriär
Som bordtennisspelare deltog han i tre bordtennis-VM. I Paris 1947 var han med i det svenska laget som kom på femte plats. Han var även med som spelare 1949 i Stockholm och 1953 i Bukarest. Han var även kapten för det svenska landslaget och har skrivit böcker i ämnet.

## Familj
Gunnar Ollén var son till redaktören Johannes Ollén och Lydia Lindgren, och sonson till Per Ollén. Ollén var 1940–1958 gift med Margareta Lindqvist (1911–1999) och 1958 till sin död med teologie kandidat Kirsten Elmquist (1924–2015), dotter till direktören Walther Elmquist och Birgit Erbe, Köpenhamn. Han hade barnen Gunhild Ollén (född 1942), Lill Stanley (född 1945), Joakim Ollén (född 1952), Peter Ollén (född 1959) och Theresa Benér (född 1961). Gunnar Ollén var farfar till Tobias Ollén.